# Newry City Ladies Football Club
Maillots
Newry City Ladies Football Club est un club nord-irlandais de football féminin basé à Newry. Créé en 2011, le club est depuis 2012 affilié au Newry City Athletic Football Club qui gère l'équipe masculine du club. Il en partage les équipements sportifs, dont le stade principal The Showgrounds.

## Palmarès
- Championnat d'Irlande du Nord
  - Vainqueur en 2015
- Coupe d'Irlande du Nord
  - Finaliste en 2014